# Wardruna
I Wardruna sono un progetto musicale folk norvegese che prese vita nel 2003 da Einar "Kvitrafn" Selvik insieme a Kristian Espedal (Gaahl) e Lindy Fay Hella.

## Storia
È basato sulla spiritualità dei paesi nordici e sulle rune del fuþark antico (la più antica forma di alfabeto runico) ed ogni album è concettualmente basato su una determinata disposizione delle rune.
Hanno pubblicato tre album: Gap Var Ginnunga (2009), Yggdrasil (2013) e Ragnarok (2016), che fanno parte di una "Trilogia" che il progetto di Einar Selvik ha intenzione di dedicare alle rune.
Molte delle loro tracce sono utilizzate come colonna sonora della serie TV Vikings.
Il 23 novembre 2018 la band ha pubblicato il quarto album, Skald, interamente interpretato dal fondatore e leader Einar "Kvitrafn" Selvik.

## Formazione

### Formazione attuale

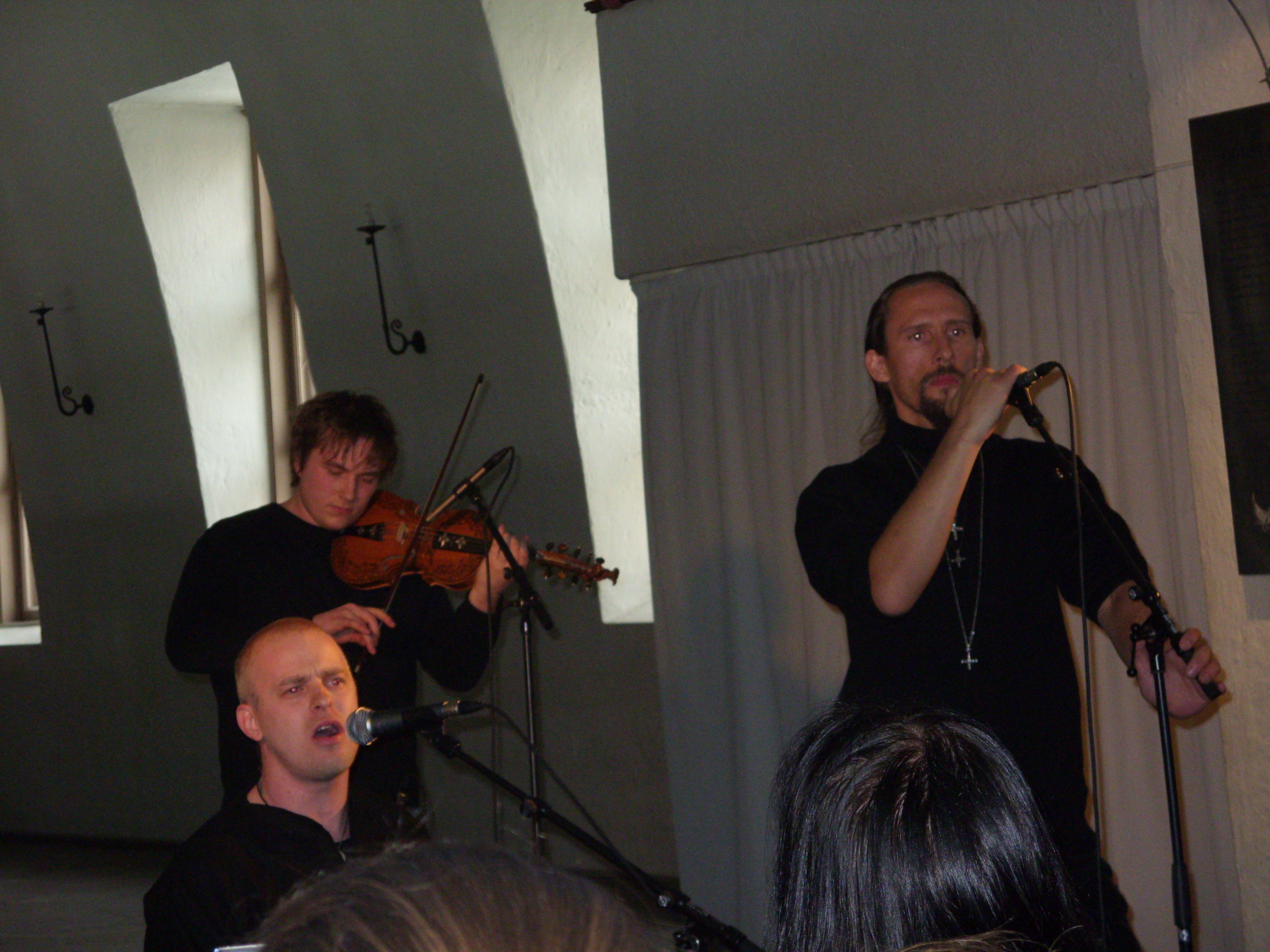
I Wardruna all'Inferno Festival 2009, con Gaahl

- Einar "Kvitrafn" Selvik: voce, polistrumentista (eccetto il violino), compositore
- Lindy Fay Hella: voce, flauto
- Arne Sandvoll: cori, percussioni
- HC Dalgaard: cori, percussioni, tamburi
- Eilif Gundersen: corni, flauti
- John Stenersen: moraharpa

### Ex componenti
- Gaahl: voce
- Jørgen Nyrønning

### Turnisti
- Hallvard Kleiveland: violino norvegese

## Discografia

### Album in studio
- 2009 – Runaljod - Gap Var Ginnunga
- 2013 – Runaljod - Yggdrasil
- 2016 – Runaljod - Ragnarok
- 2018 – Skald
- 2021 – Kvitravn
- 2025 – Birna

### Singoli
- 2013 – Fehu
- 2020 – Lyfjaberg